# Edmund Pettus Bridge
L'Edmund Pettus Bridge è un ponte ad arco realizzato tra il 1939 e il 1940 che attraversa il fiume Alabama a Selma, in Alabama. Il ponte è celebre per essere stato teatro delle marce da Selma a Montgomery nel 1965. L'11 marzo 2013 è stato dichiarato National Historic Landmark.
Nonostante questo ponte sia un simbolo della lotta per i diritti civili dei neri, è stato intitolato al politico e militare Edmund Winston Pettus, che fu politico, ufficiale dell'esercito confederato e Gran Dragone del Ku Klux Klan dell'Alabama. Sono in corso delle pressioni nei confronti dello Stato dell'Alabama per la modifica del nome.

## Struttura
L'Edmund Pettus Bridge è parte della US Route 80. È costituito da undici campate, dieci delle quali sono realizzate in calcestruzzo, mentre quella più grande, centrale, è in acciaio. Essendo Selma costruita su un rilievo a ridosso del fiume, la parte occidentale del ponte è più alta rispetto a quella orientale; il punto medio è posto a circa 30 metri di altezza dal fiume.

## Storia

### Costruzione
Un primo ponte in legno fu costruito nel 1885 per permettere il passaggio dei muli per il trasporto del cotone. Si trattava di un ponte girevole che veniva azionato a mano. L'attuale ponte fu progettato da Henson Stephenson, nativo di Selma, e fu aperto al traffico il 25 maggio 1940.

### Le marce per i diritti dei neri
Nel 1965 il diritto di voto per i neri era una questione controversa. A Selma, le persone iscritte alle liste elettorali erano il 99% degli aventi diritto, ma di questi solo l'1% era afroamericano. Durante una marcia pacifica di protesta a Selma, circa 400 manifestanti neri furono assaltati dalle forze di polizia che causarono numerosi feriti e la morte del giovane attivista Jimmie Lee Jackson, colpito gravemente allo stomaco e morto otto giorni dopo.
Questo intervento eccessivo delle forze dell'ordine fu sulla bocca di tutti e raggiunse anche l'orecchio di Martin Luther King, presidente della Southern Christian Leadership Conference, il quale organizzò una marcia pacifica verso Montgomery, la capitale dello Stato dell'Alabama; il percorso di questa marcia prevedeva l'attraversamento del ponte.
Il 7 marzo 1965, durante la marcia pacifica che vide coinvolti 600 attivisti neri, le forze di polizia locali e dello Stato attaccarono nuovamente il gruppo di manifestanti, dando vita a quella che oggi è ricordato come Bloody Sunday (domenica di sangue): a causa delle caratteristiche del ponte, i manifestanti erano impossibilitati a vedere i poliziotti posizionati sulla parte orientale del ponte, se non dopo aver superato il punto centrale del ponte stesso. Anche quando gli attivisti notarono la presenza degli uomini armati, continuarono a marciare verso di loro finché non vennero aggrediti e picchiati dalla polizia, che fece ricorso a manganelli e gas lacrimogeni. Diciassette manifestanti furono trasportati in ospedale per traumi gravi e altri cinquanta presentavano ferite di minore entità.
Il martedì successivo, 9 marzo, fu organizzata una nuova marcia verso Montgomery, alla quale parteciparono 2500 manifestanti (non solo neri, ma anche bianchi e di diverse fedi religiose), tra i quali lo stesso Martin Luther King. Tuttavia, la protesta non era stata autorizzata e gli attivisti, una volta giunti sul ponte e trovatisi di fronte nuovamente alle forze di polizia, decisero di tornare indietro. Questa marcia è passata alla storia con il nome di Turnaround Tuesday (martedì dell'inversione di marcia).
Mercoledì 17 marzo, il giudice federale Frank Minis Johnson si espresse in favore dei manifestanti, i quali furono autorizzati a portare a compimento la marcia, come sancito dal Primo emendamento della Costituzione statunitense. Domenica 21 marzo 1965 si tenne così la terza marcia verso Montgomery.
In questa occasione parteciparono circa 3200 manifestanti che marciarono per circa 16 km lungo la US Route 80. Nel corso della manifestazione numerosi altri attivisti si unirono alla marcia, che era scortata da circa 2000 soldati dell'esercito statunitense, 1900 membri della Guardia Nazionale dell'Alabama e diversi agenti dell'FBI. Il 25 marzo il corteo, che aveva raccolto un totale di 25000 partecipanti, arrivò davanti all'Alabama State Capitol di Montgomery, dove Martin Luther King tenne un discorso.

## Nella cultura di massa
Gli eventi del 1965 sono stati ripresi e raccontati nei film Selma, Lord, Selma del 1999 e Selma - La strada per la libertà del 2014.